# Werner Stams

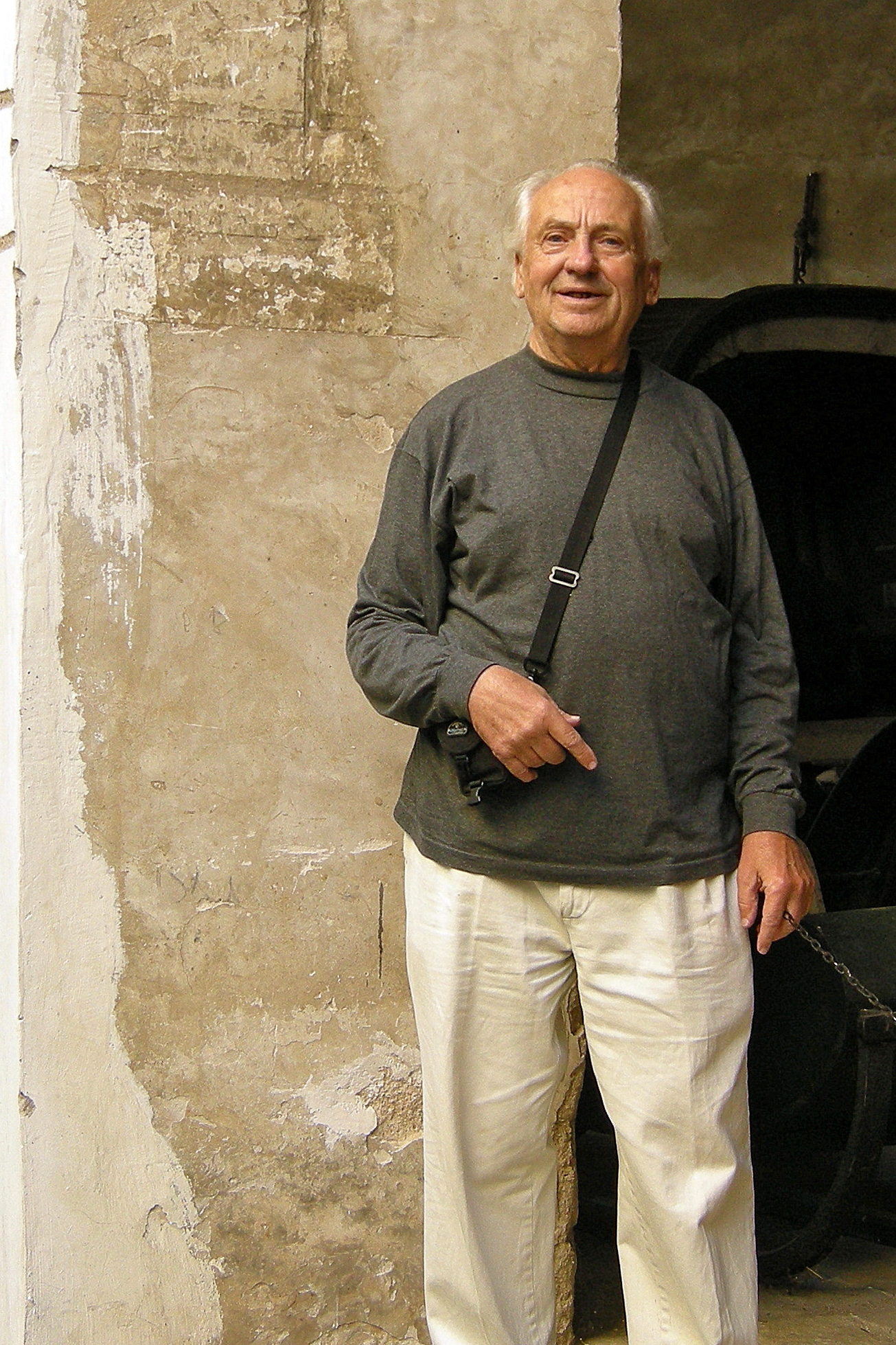
Werner Stams, 2008

Helmut Werner Stams (* 25. Dezember 1927 in Leipzig; † 31. Januar 2022 in Dresden) war ein deutscher Kartograf und Geograf.

## Leben
Nach dem Schulbesuch absolvierte Werner Stams eine Lehre als Kartolithograph von 1942 bis 1946, u. a. bei Karlheinz Wagner. Ausbildungsbetrieb war die Kartographische Anstalt Curt Starke Leipzig-Stötteritz; seine Lehre war 1944/45 durch den Wehrdienst in Naumburg, Altenburg, Beraun und Zittau unterbrochen. Nach seiner Ausbildung holte Stams das Abitur nach, woran sich vom Wintersemester 1948/49 bis Anfang 1953 ein Studium der Geographie (und Geschichte) an der Universität Leipzig bei Ernst Neef anschloss. Danach wirkte Stams als wissenschaftlicher Assistent und machte sich 1959 als Kartograf selbständig. Ab Juli 1963 war er als wissenschaftlicher Assistent am erst kurz zuvor gegründeten Institut für Kartographie der Technischen Universität Dresden tätig. Bei Wolfgang Pillewizer promovierte Werner Stams 1967 zum Dr.-Ing. Er erhielt zum 1. Februar 1971 eine Berufung zum Hochschuldozenten für Kartengestaltung, 1978 folgte seine Dissertation B zum Dr. sc. techn.
Stams hat das Institut und den dort in der Tradition von Max Eckert begründeten Hauptstudiengang Kartografie maßgeblich geprägt. Er verantwortete über Jahrzehnte maßgebliche Lehrinhalte wie Kartengestaltung, kartografische Reliefdarstellung und chorografische Kartographie/Atlaskartografie. Von ihm stammen über 500 kartografische Arbeiten/Veröffentlichungen u. a. zur Wiederaufbauplanung Dresdens, Siedlungsgeographie, Atlaskartografie und Scannertechnologie sowie zu kartografischen Darstellungsmethoden und naturnahen Landschaftskarten. Zu seinen wesentlichen Beiträgen gehört ferner die Wiederentdeckung und Erschließung der Meilenblätter von Sachsen. Im Jahr 1991 war Stams ein Mitgründer des Kartografischen Landesvereins Sachsen. Ende 1992 erfolgte seine Emeritierung. Seit den 1970er Jahren bis 2022 hatte er sich verstärkt der sächsischen Landes- und europäischen Kartografiegeschichtsschreibung gewidmet. Unterstützt von Karlheinz Blaschke, regte er eine Herausgabe des Atlas zur Geschichte und Landeskunde von Sachsen an.
Werner Stams lebte in Radebeul und war mit der Geografin und zeitweiligen Koautorin Marianne Stams geb. Hiller verheiratet und hatte eine Tochter und zwei Söhne. Seine Ehefrau starb am 11. März 2022, wenige Wochen nach ihm.

## Trivia
Im Jahr 1966 hat Werner Stams ein Verfahren zur Leiterplattenherstellung mittels kartographischer Schichtgravur entwickelt, mit dem die Platinenherstellung für die Datenverarbeitungsanlage Robotron R 300 erfolgt ist.

## Werke und Veröffentlichungen (Auswahl)
- L. S. Berg: Die geographischen Zonen der Sowjetunion, Bd. 1, Bearbeitung von 58 Textkarten und 2 Kartenbeilagen (zus. m. Marianne Stams). Leipzig: B. G. Teubner 1958.
- Eichsfeld, Auerbach, Sayda-Seiffen, Fichtelberg, Harzgerode. Reliefschummerung für 5 Wanderkarten. Leipzig: Bibliographisches Institut 1960/61.
- Atlas für Motortouristik der DDR 1:250000. Reliefschummerung. Berlin: Landkartenverlag 1961 (für 2. Auflage).
- Erde: Festland. In: Kleine Enzyklopädie Natur. Leipzig: Bibliographisches Institut 1963.
- Das Institut für Kartographie der TU Dresden. In: Geogr. Berichte, Nr. 36., 10. Jg., Nr. 3, S. 226–231. Gotha 1965.
- Einsatz der Gravur für Leiterplattenherstellung R 300. Forschungsbericht. Dresden 1966.
- Untersuchungen zur Darstellung und Generalisierung von Siedlungen auf chorographischen Karten (Diss. A). Arb. a. d. Vermessungs- und Kartenwesen der DDR, 2 Bde., 194 S., Leipzig 1969.
- 10 Jahre Kartographie an der TU Dresden. In: Petermanns Geogr. Mitt. (PGM), 114. Jg., Nr. 4, S. 318. Gotha 1970.
- Die kartographische Gestaltung einer Weltbevölkerungskarte 1:2500000. In: Internat. Jb. f. Kartographie, Band XII, S. 33–44, Wien 1972.
- Die kartographische Darstellung der Oberflächenformen der Erde. In: Papier und Druck, Sonderheft Kartographie, 23. Jg., Nr. 11, S. 161–165, Leipzig 1974.
- Kartographie in den ersten 30 Jahrgängen von Petermanns Geographischen Mitteilungen, Jg. 122, Nr. 3, S. 185–202, Gotha: 1974.
- Beiträge zur Atlaskartographie (Diss. B). TU Dresden 1978.
- Alexander von Humboldts Reise zur Mitte Asiens. In: Geogr. Berichte, Nr. 93, 24. Jg., Heft 4., S. 241–253. Gotha 1979.
- A kartográfiai ábrázolások lényege és helyük a térszín ábrázolási formái között. In: Földrajzi Közlemények, XXVIII, Nr. 1/2, S. 68–75. Budapest 1980.
- Fachtagung Scannertechnologie in der DDR. In. Geogr. Berichte, Nr. 104, 27. Jg. Heft 3, S. 219–220. Gotha 1982.
- Kartographische Bausteine KB 2. Bibliographische Zusammenstellungen. TU Dresden, Sektion Geodäsie und Kartographie, Dresden 1982.
- ABC Kartenkunde (Mitherausgeberschaft). Brockhaus, Leipzig 1983.
- Kartengestaltung als Lehrfach und seine Stellung im Dresdner akademischen Ausbildungsmodell. In: Geowiss. Mitt., H. 39., S. 117–132. Wien 1991.
- Lexikon der Kartographie und Geomatik (Mitarbeit). 2 Bände. Spektrum Heidelberg/Berlin 2001.
- Atlas zur Geschichte und Landeskunde von Sachsen (Redaktion und Mitarbeit), Sächsische Akademie der Wissenschaften, Leipzig 2002.
- Das Lebenswerk des Geographen und Historikers Sophus Ruge (zus. m. Marianne Stams). In: Neues Archiv f. sächs. Geschichte, Jg. 73, S. 113–150. Neustadt a d Aisch 2003.
- Johann George Schreiber und sein kartographischer Verlag in Leipzig. In: Mitt. Landesverein Sächs. Heimatschutz, Heft 1, S. 4–7, Dresden 2008.
- Curt Treitschke (1872–1946), ein vergessener sächsischer Militärgeograph (zus. m. Manfred Kobuch und Marianne Stams). In: Kartogr. Nachr., 60. Jg., H. 6, S. 313–320. Bonn: 2010.
- Zeitlicher Verlauf von Alexander von Humboldts Amerikareise (1799 bis 1804) und die dabei entstandenen Karten und Ansichten (zus. m. Marianne Stams; posthum). In: Kartogr. Nachrichten, Vol. 73, Nr. 2, S. A4-A15. Cham: 2023.
- Zum Gedenken an den Klosterneuburger Bürger Professor Gustav Stratil-Sauer (1894–1975), K.u.k. Frontsoldat, Forschungsreisender, Hochschullehrer und Wissenschaftsmanager (unveröffentlichtes Manuskript)